# أرنالدو خيمينيز
أرنالدو خيمينيز (بالإسبانية: Arnaldo Giménez) (9 مارس 1987 في باراغواي - ) هو مدرب كرة قدم ولاعب كرة قدم باراغواياني في مركز حراسة المرمى. لعب مع Boyacá Chicó F.C. ‏.

## وصلات خارجية
- أرنالدو خيمينيز على موقع قاعدة بيانات كرة القدم.إي يو (الإنجليزية)
- أرنالدو خيمينيز على موقع Soccerway.com (الإنجليزية)